# Konstantyna (imię)
Konstantyna – imię żeńskie. forma żeńska imienia Konstanty, Konstantyn.
Konstantyna imieniny obchodzi 18 lutego.